# Raymond Pons de Toulouse
Pour les articles homonymes, voir Raymond.
Raymond Pons, de Toulouse, décédé vers 940,, fils de Raymond II de Toulouse est un noble de la Francie occidentale, marquis de Gothie, comte de Toulouse à partir de 924, puis est désigné duc d'Aquitaine en 932, après avoir rendu hommage à Raoul, roi des Francs.

## Biographie
Sa désignation intervient dans le contexte troublé de la succession des Guilhemides, dont les deux derniers représentants, les frères, Guillaume le Jeune et Acfred successivement ducs d'Aquitaine et comtes d'Auvergne, meurent à intervalle rapproché entre 926 et 927.
Lui ou son père Raymond en 923, s'allie avec Guillaume II d'Aquitaine dans la lutte contre les Normands puis contre les Hongrois.
Il possède des territoires à Carcassonne, Albi, en Rouergue et Quercy jusque vers le Vivarais.
En 936, après la mort  d'Ebles Ier Manzer, Raymond II intervient en Auvergne et se pare du titre ducal d'Aquitaine, associé au titre comtal d'Auvergne. C'est alors que le comte de Toulouse ajoute le nom de Pons à celui de Raymond. Ce sont des actes politiques importants à l'endroit d'aristocraties méridionales assez unanimement légitimistes.
Il fonda en 936 l'abbaye Saint-Pons de Thomières et la même année le prieuré de Chanteuges en Auvergne.

## Filiation
De nombreuses thèses ont été élaborées, dans un premier temps par les bénédictins qui reliaient directement Raymond Pons à Guillaume Taillefer mais avec un hiatus historique trop important. L'Histoire générale du Languedoc a sur plusieurs éditions repris les actes et tenté d'élaborer à défaut d'une généalogie les faits durant une période complexe de la famille des raimondins en particulier au Xe siècle.
Pour Martin de Framond et de nombreux spécialistes réunis à la fin du siècle dernier, les branches toulousaines sont également nettement entremêlées et ils envisagent que Raymond Pons soit sans descendance masculine, estimant que la continuité de la lignée est issue de Raymond Ier de Rouergue marié avec Berthe d'Arles, puis d'une autre union vers un comte de Toulouse Raymond ou Hugues vers Guillaume Taillefer, mais citant dans l'ouvrage, qu'entre 961 et 978, le nombre de générations comtales et de comtes successifs leur échappe.
Thierry Stasser relie les deux branches du Rouergue et de Toulouse par une Guidinilde fille de Raymond Pons mariée avec Raymond IV de Toulouse issu d'un union non déterminée de Raymond Ier de Rouergue.
Ces dernières années Sébastien Fray, reprenant le Codex de Roda (en) qui cite explicitement : « Tels sont les noms des comtes du Toulousain : Pons prit pour épouse une fille de Garsie Sanche et engendra Raimond. Raimond engendra Raimond, qu’ils tuèrent à Garazo, et le seigneur évêque Hugues, qui se tua lui-même à la chasse ». Selon cet auteur il épouse en secondes noces sa cousine Garsinde du Rouergue décédée après 964 sans filiation, à la suite d'un premier mariage avec une fille de Garcia II Sanchez de Gascogne. À noter que Garsinde ne nomme pas son fils directement dans son testament mais cite Guidinilde et Raymond nepoti meo, c'est-à-dire son petit-fils ou neveu. Ce schéma a été repris plus récemment en développant la branche de Rouergue, il induit nombre de Hugues et Raymond comtes supplémentaires au Xe siècle sur des périodes très courtes de façon complexe.
Une synthèse généalogique a été réalisée par Philippe Christol d'après en particulier l'ouvrage de Frédéric de Gournay, gardant distinctes les branches du Rouergue et de Toulouse.
Au terme de ces études,
Le couple pourrait avoir engendré :
- Raymond (IV) de Toulouse comte de Toulouse (940-961) marié avec Guidnilde respectant ainsi le codex de Roda[3], c'est également l'avis de Christian Settipani[4].

Seconde hypothèse:
- Guidinilde mariée avec un comte d'Albi descendant de la branche du Rouergue selon la thèse la plus récente de Sébastien Fray à l'origine de Raymond (IV) de Toulouse, et d'un autre Raymond comte de Toulouse décédé vers 961, marié avec Berthe d'Arles, avec ensuite une descendance dans le Rouergue.